# Patio Iglesia, Huautla de Jiménez
Patio Iglesia är en ort i Mexiko.   Den ligger i kommunen Huautla de Jiménez och delstaten Oaxaca, i den sydöstra delen av landet, 280 km sydost om huvudstaden Mexico City. Patio Iglesia ligger 1 545 meter över havet och antalet invånare är 262.
Terrängen runt Patio Iglesia är kuperad åt nordost, men åt sydväst är den bergig. Runt Patio Iglesia är det ganska glesbefolkat, med 36 invånare per kvadratkilometer. Närmaste större samhälle är Huautla de Jiménez, 1,2 km söder om Patio Iglesia. I omgivningarna runt Patio Iglesia växer i huvudsak städsegrön lövskog.